# Serie A 1989-1990 (calcio a 5)
La Serie A 1989-1990 è stata la 7ª edizione della massima serie del campionato italiano di calcio a 5 nonché la 1ª disputata a livello nazionale. L'edizione corrente, articolata in quattro gironi interregionali, rappresenta una dimensione intermedia tra quella amatoriale dei tornei regionali disputati fino ad allora e quella professionale gestita da un organo centrale dedicato, cioè la neonata Divisione Calcio a 5. Dalla stagione seguente la massima serie verrà infatti articolata in un girone unico al quale saranno ammesse le prime cinque squadre di ciascun girone.

## Formula
La formula prevedeva una prima fase composta da quattro gironi da dodici squadre seguita da una fase a play-off a cui presero parte le prime due classificate di ciascun girone. Alla poule scudetto, disputata come da tradizione in sede unica, si qualificarono quattro società laziali cioè BNL Roma, Marino, Ortana e la Roma RCB campione in carica dell'European Champions Tournament. A vincere il titolo fu proprio quest'ultima, capace di confermarsi per la terza stagione consecutiva campione d'Italia.

## Stagione regolare

### Girone A

#### Classifica
|  | Pos. | Squadra                   | Pt | G  | V  | N | P  | GF  | GS  | DR   |
|  | ---- | ------------------------- | -- | -- | -- | - | -- | --- | --- | ---- |
|  | 1.   | Tecnocop Verona           | 38 | 22 | 17 | 4 | 1  | 77  | 30  | +47  |
|  | 2.   | Millefonti Torino         | 37 | 22 | 16 | 5 | 1  | 104 | 42  | +62  |
|  | 3.   | Cesana                    | 31 | 22 | 14 | 3 | 5  | 91  | 41  | +50  |
|  | 4.   | Clark Udine               | 28 | 22 | 13 | 2 | 7  | 120 | 63  | +57  |
|  | 5.   | Laser 86                  | 28 | 22 | 12 | 4 | 6  | 90  | 57  | +33  |
|  | 6.   | DDS Milano                | 28 | 22 | 12 | 4 | 6  | 93  | 52  | +41  |
|  | 7.   | Istituto San Paolo Torino | 24 | 22 | 9  | 6 | 7  | 79  | 69  | +10  |
|  | 8.   | Vaneton Modena            | 15 | 22 | 5  | 5 | 12 | 74  | 106 | -32  |
|  | 9.   | GASC Sestese              | 14 | 22 | 5  | 4 | 13 | 54  | 77  | -23  |
|  | 10.  | Aosta                     | 12 | 22 | 4  | 4 | 14 | 50  | 85  | -35  |
|  | 11.  | SC Portego Vicenza        | 7  | 22 | 2  | 3 | 17 | 37  | 134 | -97  |
|  | 12.  | Fiamma Trieste            | 0  | 22 | 0  | 2 | 20 | 44  | 157 | -113 |

#### Verdetti
- Tecnocop Verona, Cesana, Clark Udine e Laser 86 Milano  ammessi in Serie A 1990-91; Millefonti Torino rinuncia alla Serie A, ripartendo dal campionato regionale; Aosta ammesso in Serie A a completamento d'organico.

### Girone B

#### Classifica
|  | Pos. | Squadra            | Pt | G  | V  | N | P  | GF  | GS  | DR  |
|  | ---- | ------------------ | -- | -- | -- | - | -- | --- | --- | --- |
|  | 1.   | Ortana             | 38 | 22 | 16 | 6 | 0  | 109 | 32  | +77 |
|  | 2.   | Barbagrigia        | 35 | 22 | 17 | 1 | 4  | 122 | 73  | +49 |
|  | 3.   | Civitavecchia      | 32 | 22 | 14 | 4 | 4  | 75  | 44  | +31 |
|  | 4.   | Bologna            | 28 | 22 | 13 | 2 | 7  | 120 | 63  | +67 |
|  | 5.   | Delfino Cagliari   | 27 | 22 | 12 | 3 | 7  | 77  | 58  | +19 |
|  | 6.   | Pro Calcetto       | 26 | 22 | 11 | 4 | 7  | 85  | 84  | +1  |
|  | 7.   | CUS Viterbo        | 25 | 22 | 11 | 3 | 8  | 84  | 58  | +26 |
|  | 8.   | Tiebreak Rieti     | 15 | 22 | 6  | 3 | 13 | 59  | 88  | -29 |
|  | 9.   | CC Jesi            | 15 | 22 | 4  | 7 | 11 | 55  | 89  | -34 |
|  | 10.  | Salvini Bologna    | 13 | 22 | 6  | 1 | 15 | 62  | 100 | -38 |
|  | 11.  | Interest Narni     | 3  | 22 | 2  | 0 | 20 | 49  | 114 | -65 |
|  | 12.  | San Gabriele Vasto | 2  | 22 | 2  | 0 | 20 | 52  | 114 | -62 |

#### Verdetti
- Barbagrigia, Civitavecchia, Bologna e Delfino Cagliari  ammessi in Serie A 1990-91; Ortana rinuncia al campionato di Serie A, sciogliendosi; Pro Calcetto Avezzano e CUS Viterbo ammessi in Serie A a completamento d'organico.

### Girone C

#### Classifica
|  | Pos. | Squadra             | Pt | G  | V  | N | P  | GF  | GS  | DR   |
|  | ---- | ------------------- | -- | -- | -- | - | -- | --- | --- | ---- |
|  | 1.   | Roma RCB            | 36 | 22 | 15 | 6 | 1  | 121 | 41  | +80  |
|  | 2.   | BNL Roma            | 35 | 22 | 16 | 3 | 3  | 103 | 39  | +64  |
|  | 3.   | Roma                | 34 | 22 | 15 | 4 | 3  | 85  | 32  | +53  |
|  | 4.   | Sport House         | 29 | 22 | 12 | 5 | 5  | 142 | 61  | +81  |
|  | 5.   | Opel Helios Ostia   | 29 | 22 | 12 | 5 | 5  | 113 | 68  | +45  |
|  | 6.   | Catanzaro Club      | 24 | 22 | 10 | 4 | 8  | 114 | 87  | +27  |
|  | 7.   | Tanas Primavalle    | 22 | 22 | 9  | 4 | 9  | 99  | 79  | +20  |
|  | 8.   | Taranto             | 22 | 22 | 9  | 4 | 9  | 96  | 83  | +13  |
|  | 9.   | Cosenza             | 19 | 22 | 9  | 1 | 12 | 68  | 81  | -13  |
|  | 10.  | Scafati Calcetto    | 8  | 22 | 4  | 0 | 18 | 59  | 134 | -75  |
|  | 11.  | Capri Isola Azzurra | 2  | 22 | 2  | 0 | 20 | 43  | 149 | -106 |
|  | 12.  | Vietri              | 2  | 22 | 1  | 0 | 21 | 39  | 228 | -189 |

#### Verdetti
- Roma RCB campione d'Italia 1989-90.
- Roma RCB, Gruppo Sportivo BNL, Roma Calcetto, Sport House e Helios Ostia ammessi in Serie A 1990-91.

### Girone D

#### Classifica
|  | Pos. | Squadra                  | Pt | G  | V  | N | P  | GF  | GS  | DR  |
|  | ---- | ------------------------ | -- | -- | -- | - | -- | --- | --- | --- |
|  | 1.   | Pianeta Verde            | 32 | 22 | 14 | 4 | 4  | 83  | 50  | +33 |
|  | 2.   | Marino                   | 31 | 22 | 13 | 5 | 4  | 105 | 68  | +37 |
|  | 3.   | Geas Meda                | 31 | 22 | 14 | 3 | 5  | 76  | 51  | +25 |
|  | 4.   | Pro Ficuzza              | 30 | 22 | 13 | 4 | 5  | 106 | 60  | +46 |
|  | 5.   | Camel Le Palme           | 29 | 22 | 12 | 5 | 5  | 70  | 55  | +15 |
|  | 6.   | Massimi Sport Fiumicino  | 27 | 22 | 12 | 3 | 7  | 66  | 46  | +20 |
|  | 7.   | Sigma Tau                | 26 | 22 | 11 | 4 | 7  | 81  | 56  | +25 |
|  | 8.   | Zeffiro Club             | 26 | 22 | 11 | 4 | 7  | 61  | 53  | +8  |
|  | 9.   | Libertas Corbino         | 17 | 22 | 8  | 1 | 13 | 76  | 98  | -22 |
|  | 10.  | Brillante Roma           | 7  | 22 | 3  | 1 | 18 | 48  | 110 | -62 |
|  | 11.  | Dopolavoro ISAB Siracusa | 6  | 22 | 3  | 1 | 18 | 58  | 104 | -46 |
|  | 12.  | Jogging Catania          | 1  | 22 | 0  | 1 | 21 | 38  | 117 | -79 |

#### Verdetti
- Marino, Geas Meda, Pro Ficuzza e Camel Le Palme  ammessi in Serie A 1990-91; Pianeta Verde rinuncia al campionato di Serie A.

## Fase finale
La fase finale si è disputata a Bologna dal 2 al 6 giugno 1990.

### Girone A

#### Classifica
| Squadra         | P.ti | G | V | N | P | GF | GS | DR |
| --------------- | ---- | - | - | - | - | -- | -- | -- |
| Roma RCB        | 6    | 3 | 3 | 0 | 0 | 11 | 5  | +6 |
| Marino          | 4    | 3 | 2 | 0 | 1 | 13 | 11 | +2 |
| Barbagrigia     | 1    | 3 | 0 | 1 | 2 | 6  | 10 | -4 |
| Tecnocop Verona | 1    | 3 | 0 | 1 | 2 | 3  | 7  | -4 |

#### Risultati
| Bologna 2 giugno 1990 | Tecnocop Verona | 1 – 1 | Barbagrigia |  |

| Bologna 2 giugno 1990 | Roma RCB | 5 – 4 | Marino |  |

| Bologna 3 giugno 1990 | Barbagrigia | 4 – 6 | Marino |  |

| Bologna 3 giugno 1990 | Tecnocop Verona | 0 – 3 | Roma RCB |  |

| Bologna 4 giugno 1990 | Roma RCB | 3 – 1 | Barbagrigia |  |

| Bologna 4 giugno 1990 | Tecnocop Verona | 2 – 3 | Marino |  |

### Girone B

#### Classifica
| Squadra           | P.ti | G | V | N | P | GF | GS | DR |
| ----------------- | ---- | - | - | - | - | -- | -- | -- |
| BNL Roma          | 5    | 3 | 2 | 1 | 0 | 5  | 2  | +3 |
| Ortana            | 4    | 3 | 2 | 0 | 1 | 11 | 8  | +3 |
| Millefonti Torino | 3    | 3 | 1 | 1 | 1 | 8  | 8  | 0  |
| Pianeta Verde     | 0    | 3 | 0 | 0 | 3 | 6  | 12 | -6 |

#### Risultati
| Bologna 2 giugno 1990 | Pianeta Verde | 1 – 2 | BNL Roma |  |

| Bologna 2 giugno 1990 | Ortana | 5 – 3 | Millefonti Torino |  |

| Bologna 3 giugno 1990 | BNL Roma | 2 – 0 | Ortana |  |

| Bologna 3 giugno 1990 | Pianeta Verde | 2 – 4 | Millefonti Torino |  |

| Bologna 4 giugno 1990 | BNL Roma | 1 – 1 | Millefonti Torino |  |

| Bologna 4 giugno 1990 | Pianeta Verde | 3 – 6 | Ortana |  |

### Semifinali
| Bologna 5 giugno 1990 | Roma RCB | 2 – 1 | Ortana |  |

| Bologna 5 giugno 1990 | BNL Roma             | 3 – 3 | Marino |  |
| Tiri di rigore 1 – 2  |                      |       |        |  |
|                       |                      |       |        |  |
|                       | Tiri di rigore 1 – 2 |       |        |  |

### Finale 3º posto
| Bologna 6 giugno 1990 | Ortana | 5 – 4 | BNL Roma |  |

### Finale
| Bologna 6 giugno 1990 | Roma RCB             | 6 – 6 | Marino |  |
| Tiri di rigore 5 – 3  |                      |       |        |  |
|                       |                      |       |        |  |
|                       | Tiri di rigore 5 – 3 |       |        |  |